# آرام‌ای گلد ایرویز
آرام‌ای گلد ایرویز (به انگلیسی: RMA Gold Airways) یک شرکت هواپیمایی است که در ۲۰۰۴ میلادی تأسیس شده‌است. دفتر مرکزی آرام‌ای گلد ایرویز در ملبورن، ویکتوریا، استرالیا واقع شده‌است.